# Сорокопутовая котинга
Сорокопутовая котинга (лат. Laniisoma elegans) — южноамериканский вид воробьинообразных птиц из семейства титировых (Tityridae). Длина тела — 17—18 см. Населяют птицы тропические и субтропические низменные влажные леса и горные влажные леса на северо-востоке Бразилии, на высотах до 1800 метров над уровнем моря.
Самец имеет оливково-зелёное оперение брюшка и груди; голова и лоб чёрные; горло ярко-жёлтое; перья вокруг груди и с боков брюшка оливково-зелёные с чёрным окаймлением. У самки лоб и голова оливкового цвета. Все молодые птицы имеют окрас оперения как у взрослой самки, но с рыжими крапинками на крыльях.
Ранее вид разделялся на 4 подвида, но все они кроме номинативного (L. e. buckleyi, L. e. cadwaladeri, L. e. venezuelense) были выделены в другой вид — Laniisoma buckleyi (P. L. Sclater & Salvin, 1880).